# Commissie voor Oorlogsarchieven
De Belgische Commissie voor Oorlogsarchieven (Commission des Archives de la Guerre) werd op 15 november 1919 opgericht. Het Koninklijk Besluit had het over "eene commissie ingesteld tot het verzamelen en beschrijven van de documenten rakende oorlog en bezetting." Het initiatief voor deze instelling kwam er op vraag van de Koninklijke Commissie voor Geschiedenis.

## Organisatie
De Commissie kende een zeer traditionele organisatie. Aan de top stond een centraal comité onder voorzitterschap van Henri Pirenne. Om een goede spreiding over het hele Belgische grondgebied te garanderen werden naast het centrale bestuur provinciale en lokale afdelingen opgericht. Deze hadden als doel om op grass roots-niveau op zoek te gaan naar bronnen allerhande.

## Doelstellingen
Tijdens de eerste vergadering van het centraal comité op 14 februari 1920 werd een voorstel voor een persmededeling geformuleerd. Deze luidde als volgt:
"Elle adresse au public un appel pressant en vue d'obtenir de lui, pour permettre de réunir la documentation de la période la plus glorieuse de l'histoire de Belgique, les journaux, affiches, brochures, imprimés de toute espèce ayant paru pendant l'occupation, ainsi que les correspondances, journaux de guerre tenus par de particuliers, et, en général, tous documents ou manuscrits, images, photographies, cartes postales, etc. se rapportant à l'occupation."
De Commissie vulde haar mandaat zo breed mogelijk in. Men ging niet enkel achter archief aan, maar zocht net zozeer egodocumenten en uitgegeven bronnen allerhande. Eén categorie bronnen werd evenwel expliciet uitgesloten. Men had geen directe interesse in bronnen van militaire aard. Deze taak werd overgelaten aan het Koninklijk Legermuseum. De nadruk lag uitdrukkelijk op een sociaal-economische invalshoek. Dit werd onder andere gestimuleerd door de Carnegie Endowment for International Peace. Deze Amerikaanse filantropische vereniging wilde de sociaal-economische oorzaken van de Eerste Wereldoorlog bestuderen, zodoende in toekomstige conflicten vreedzaam te kunnen oplossen.

## Resultaten
Een Koninklijk Besluit van 15 mei 1928 liet de Commissie voor Oorlogsarchieven opgaan in het Rijksarchief van België. De bronnen die men op negen jaar had weten te verzamelen werden ingedeeld in zes categorieën:
A. Duitse archieven
B. Belgische archieven, gevormd in België
C. Belgische archieven, in het buitenland gevormd
D. Archieven van de vaderlandse diensten
E. Private archieven
F. Archieven van het Sekwester
Naast archieven en onuitgegeven bronnenmateriaal slaagde de Commissie er ook in om een uitgebreide bibliotheek aan te leggen (28.000 volumes in 1955).
Het archief van de Commissie kan geconsulteerd worden in het Algemeen Rijksarchief te Brussel.